# Fundulopanchax scheeli
Fundulopanchax scheeli — вид риб із родини нотобранхових, ендемік басейну річки Крос-Рівер в Нігерії. Це прибережні рибки, що живуть в невеликих струмках і ставках. Вони полюбляють температуру близько 25 °C, і кисле середовище (pH близько 6-7). Завдовжки сягає 6 см. Її використовують в акваріумістиці.